# A Portuguesa
A Portuguesa és l'himne nacional de Portugal. Va ser compost per Alfredo Keil i escrit per Henrique Lopes de Mendonça durant el renaixement nacionalista encès per l'ultimàtum britànic de 1890 a Portugal sobre les seves colònies africanes. Va ser utilitzat com una marxa de la rebel·lió fallida republicana del gener de 1891 a Porto. A portuguesa va ser adoptat com a himne nacional en la naixent República portuguesa de 1911, reemplaçant O Hino da Carta que era l'himne de la deposada monarquia constitucional.

## Lletra
| Portuguès (lletra oficial) | Portuguès (lletra original de 1890) |
| --- | --- |
| I Heróis do mar, nobre povo, Nação valente e imortal, Levantai hoje de novo O esplendor de Portugal! Entre as brumas da memória, Ó Pátria, sente-se a voz Dos teus egrégios avós, Que há-de guiar-te à vitória! Às armas, às armas! Sobre a terra, sobre o mar, Às armas, às armas! Pela Pátria lutar Contra os canhões marchar, marchar! II Desfralda a invicta Bandeira, À luz viva do teu céu! Brade a Europa à terra inteira: Portugal não pereceu. Beija o solo teu, jucundo, O oceano, a rugir de amor, E o teu Braço vencedor Deu mundos novos ao mundo! Às armas, às armas! Sobre a terra, sobre o mar, Às armas, às armas! Pela Pátria lutar Contra os canhões marchar, marchar! III Saudai o Sol que desponta Sobre um ridente porvir; Seja o eco de uma afronta O sinal de ressurgir. Raios dessa aurora forte São como beijos de mãe, Que nos guardam, nos sustêm, Contra as injúrias da sorte. Às armas, às armas! Sobre a terra, sobre o mar, Às armas, às armas! Pela Pátria lutar Contra os canhões marchar, marchar! | I Herois do mar, nobre povo, Nação valente e imortal Levantai hoje de novo O esplendor de Portugal! Entre as brumas da memoria, Oh patria, sente-se a voz Dos teus egrégios avós Que há-de guiar-te à vitória! Às armas, às armas! Sobre a terra, sobre o mar, Às armas, às armas! Pela patria lutar! Contra os Bretões marchar, marchar! II Desfralda a invicta bandeira, À luz viva do teu céo! Brade a Europa à Terra inteira: Portugal não pereceu! Beija o teu sólo jucundo O Oceano, a rugir de amor; E o teu braço vencedor Deu mundos novos ao mundo! Às armas, às armas! Sobre a terra, sobre o mar, Às armas, às armas! Pela patria lutar! Contra os Bretões marchar! III Saudai o sol que desponta Sobre um ridente porvir; Seja o eco de uma afronta O sinal do resurgir. Raios dessa aurora forte São como beijos de mãe, Que nos guardam, nos sustêm, Contra as injurias da sorte. Às armas, às armas! Sobre a terra, sobre o mar, Às armas, às armas! Pela patria lutar! Contra os Bretões marchar!! |